# Ingalill Holmberg
Ingalill Elisabeth Holmberg Larsson, född Holmberg den 5 mars 1954, är en svensk ekonom.
Holmberg är direktör för institutet Center for Advanced Studies in Leadership sedan 1997 och prodekanus för Handelshögskolan i Stockholms ekonomie doktorsprogram. Hon innehar en professur i företagsekonomi vid Handelshögskolans institution för management och organisation sedan 2011. Hennes primära forskningsfokus är företagsledning och ledarskap i kunskapsintensiva och professionella verksamheter. Exempel på publikationer är den prisbelönta artikeln "Well Then What Now? – An Everyday Approach to Managerial Leadership" (Leadership, 2010), och "Executive Management in Radical Change – The case of the Karolinska University Hospital Merger," (Scandinavian Journal of Management, 2011). Hon har redaktionella uppdrag i tidskrifterna Leadership, Scandinavian Journal of Management och Journal of Action Research.

## Böcker av Ingalill Holmberg
- Holmberg, Ingalill (1986). Företagsledares mandat - ett koncernledningsuppdrag påbörjas. Lund: Studentlitteratur.
- Holmberg, Ingalill (1990). Från divisioner till bolag - bolagisering i svenska storföretag. Stockholm: Norstedts.
- Holmberg, Ingalill (1992). Ledning av tjänsteföretag - en kritisk granskning av kunskapsläget. Stockholm : Ekonomiska forskningsinstitutet vid Handelshögskolan i Stockholm.
- Holmberg, Ingalill och Åkerblom, Staffan (1998). "Primus inter pares" - leadership and culture in Sweden. Stockholm: Center for Advanced Studies in Leadership.
- Holmberg, Ingalill och Henning, Roger (2003). Offentligt ledarskap - om förändring, förnyelse och nya ledarideal. Lund: Studentlitteratur.
- De Geer, Hans, Holmberg, Ingalill och Karlsson, Svenolof (2005). Att välja ledare. Stockholm: Natur och Kultur.